# Villa Marguerite-Yourcenar

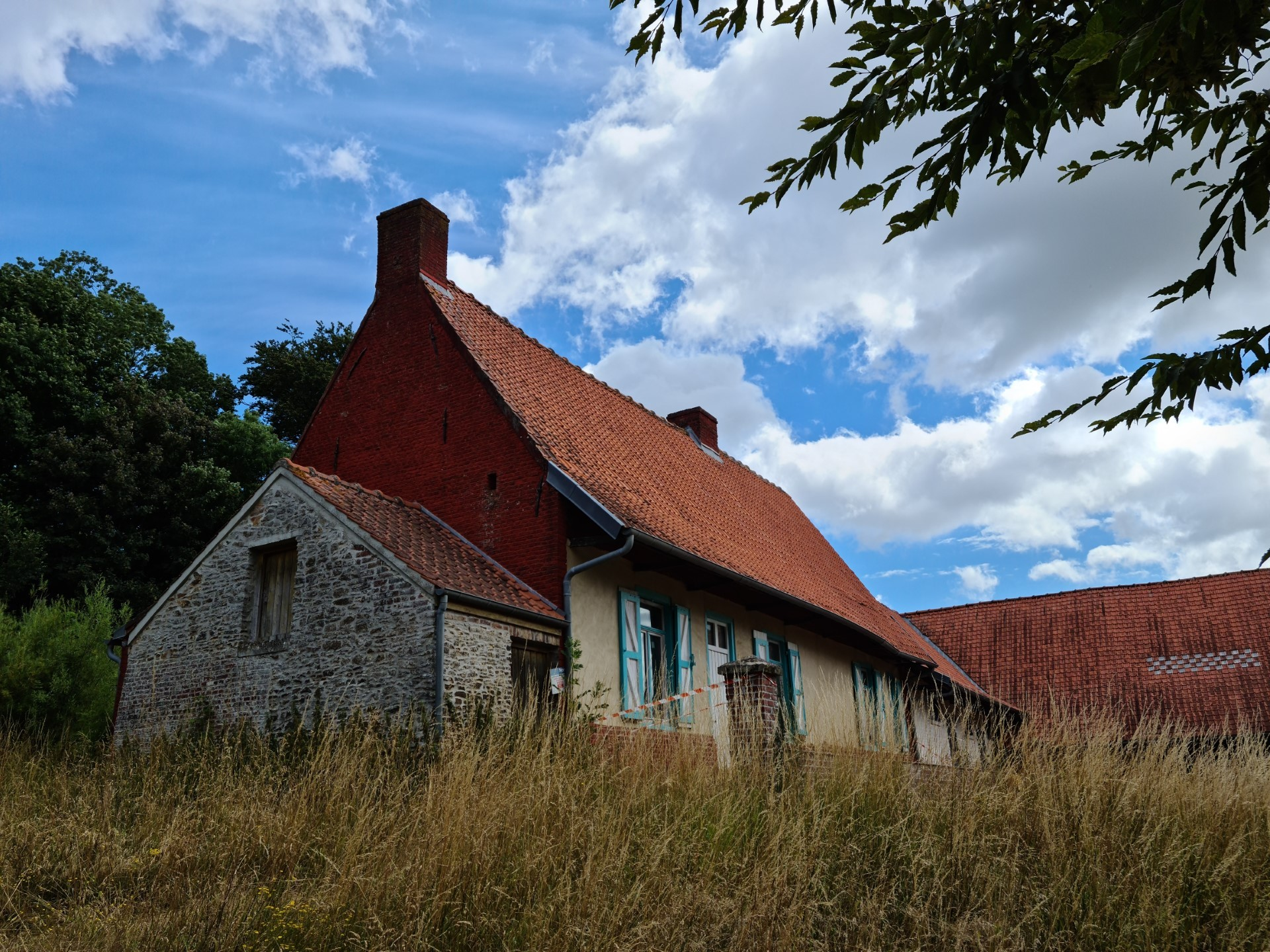
Ancienne ferme du château

La villa Marguerite-Yourcenar ou villa du Mont-Noir est un manoir de style néo-normand, construit dans les années 1930 sur le domaine de l'ancien château Dufresne, détruit durant la Première Guerre mondiale. Il s'agit d'une propriété de la famille Dufresne depuis sa construction en 1824 par Amable Dufresne. La romancière et académicienne Marguerite Yourcenar vécut dans ce château appartenant à la famille de sa mère les neuf premières années de sa vie, de 1903 à 1912.
La villa est située dans un parc départemental de quarante hectares, sur le Mont-Noir (monts des Flandres) à Saint-Jans-Cappel, en Flandre française. En 1997, elle est aménagée en « centre de résidence d’écrivains européens ». Labellisée Maisons des Illustres, son parc est classé espace naturel sensible. Elle est reliée au musée Marguerite-Yourcenar.

## Le château du Mont-Noir
Le château du Mont-Noir est construit en 1824, à la demande d'Amable Dufresne (1801-1875).
Contrairement donc à ce qu'écrit Marguerite Yourcenar dans Archives du Nord, ce château n'a pas été construit par son ancêtre Charles-Augustin Cleenewerck.
Il reste la propriété de la famille Dufresne jusqu'à la mort de sa fille, Noémi Dufresne, en 1909. À cette date, il est transmis au fils de celle-ci, Michel Cleenewerck de Crayencour, père de Marguerite Yourcenar. Celui-ci le vend en 1913, quelques années seulement après en avoir hérité.
Née en 1903, Marguerite Yourcenar perd sa mère, Fernande de Cartier de Marchienne, dix jours après sa naissance. Elle est alors élevée par sa grand-mère paternelle Noémi Dufresne (1828-1909), veuve de Michel-Charles Cleenewerck de Crayencour (1822-1886), et vit chaque été au château Dufresne.
Durant la Première Guerre mondiale, sur ordre du roi George V, la demeure est transformée en état-major par l'armée anglaise. Le château, tout comme la maisonnette des gardiens, est détruit lors des combats. Il ne sera jamais reconstruit.

## La villa Marguerite-Yourcenar
Au début des années 1930, le riche industriel armentiérois Henri Coisne Dansette rachète le domaine pour y faire construire un manoir de style néo-normand. La demeure reste dans sa famille jusque dans les années 1950. 
En 1980 et 1982 Marguerite Yourcenar fait un passage à Saint-Jans-Cappel et revient en 1986 pour visiter le musée qui lui est consacré.
En 1997 le conseil général du Nord (propriétaire de l’ancien domaine familial de la famille Dufresne) y aménage un « Centre de résidence d’écrivains européens ».
Le « parc départemental Marguerite-Yourcenar » de 8 ha est classé espace naturel sensible à la demande de la romancière qui a voulu faire une réserve naturelle, vouée à la protection des arbres et des animaux qui furent ses plus fidèles amours.
Au mois de juin de chaque année a lieu le festival « Par Monts et par Mots » avec au programme : salon du livre, lectures, théâtre, concours d'écriture, ateliers, débats, rencontres, etc.
La villa Marguerite-Yourcenar est reliée par un sentier au musée Marguerite-Yourcenar.